# Trouble Boys
Trouble Boys är ett studioalbum med Lasse Stefanz. Det utgavs den 19 juni 2013, och lyckades med att toppa den svenska albumlistan.

## Låtlista
1. När hon glömt
2. Trouble Boys
3. Väl bevarat och gömt
4. Riktig kärlek
5. Lies
6. När jag är med dig
7. Ingen ser min tår
8. Lång väg tillbaka
9. Res dig Joe
10. Dags för en tango
11. Kan du älska mig ändå
12. Twang thang
13. Samma tid, samma plats
14. Bruden som går över lik
15. När livet vänder

## Listplaceringar
| Lista (2013) | Topplacering |
| ------------ | ------------ |
| Norge        | 2            |
| Sverige      | 1            |

### Fotnoter
1. ↑  ”Trouble Boys”. Ginza. 1 mars 2013. http://www.ginza.se/product/lasse-stefanz/trouble-boys-2013/80000/. Läst 30 juni 2013.
2. ↑  ”Trouble Boys”. Norwegiancharts. 1 mars 2013. http://norwegiancharts.com/showitem.asp?interpret=Lasse+Stefanz&titel=Trouble+Boys&cat=a. Läst 3 januari 2014.
3. ↑  ”Trouble Boys”. Swedishcharts. 1 mars 2013. http://swedishcharts.com/showitem.asp?interpret=Lasse+Stefanz&titel=Trouble+Boys&cat=a. Läst 30 juni 2013.